# Body Talk Pt. 1
Body Talk Pt. 1 är det femte studioalbumet av Robyn. Det släpptes i Europa den 14 juni 2010 och i USA den 15 juni 2010. Albumet är det första i Body Talk-serien som är en albumserie om tre album.

## Singlar
Den 13 april 2010 släpptes låtarna "Fembot", "Dancehall Queen" och "None of Dem" som promosinglar. "Fembot" nådde som bäst en tredjeplats på den svenska topplistan och som bäst en tiondeplats på den norska. "Dancehall Queen" var den enda av de andra två promosinglarna som tog plats på den svenska topplistan, men gjorde det endast i en vecka på plats 56. Den officiella singeln, "Dancing on My Own", släpptes den 1 juni 2010 och blev Robyns första singeletta i Sverige.

## Låtlista
| Nr | Titel                            | Längd |
| -- | -------------------------------- | ----- |
| 1. | Don't Fucking Tell Me What to Do | 4:13  |
| 2. | Fembot                           | 3:35  |
| 3. | Dancing on My Own                | 4:48  |
| 4. | Cry When You Get Older           | 3:35  |
| 5. | Dancehall Queen                  | 3:39  |
| 6. | None of Dem (featuring Röyksopp) | 5:12  |
| 7. | Hang with Me (Acoustic Version)  | 3:18  |
| 8. | Jag vet en dejlig rosa           | 2:11  |

| 9. | Dancing on My Own (Radio Version) | 4:13 |

| 9. | Dancing on My Own (PMS Remix) | 3:12 |

## Utgivning
| Land           | Datum        | Etikett            | Format                  |
| -------------- | ------------ | ------------------ | ----------------------- |
| Danmark        | 14 juni 2010 | EMI                | CD, digital nedladdning |
| Finland        | 14 juni 2010 | EMI                | CD, digital nedladdning |
| Norge          | 14 juni 2010 | EMI                | CD, digital nedladdning |
| Sverige        | 14 juni 2010 | EMI                | CD, digital nedladdning |
| Storbritannien | 14 juni 2010 | Konichiwa Records  | CD, digital nedladdning |
| Irland         | 14 juni 2010 | Konichiwa Records  | CD, digital nedladdning |
| USA            | 15 juni 2010 | Cherrytree Records | CD, digital nedladdning |
| Tyskland       | 18 juni 2010 | Ministry of Sound  | CD, digital nedladdning |
| Nya Zeeland    | 18 juni 2010 | Konichiwa Records  | CD, digital nedladdning |
| Australien     | 18 juni 2010 | Konichiwa Records  | CD, digital nedladdning |

### Fotnoter
1. ↑  ”Robyn joins EMI in the Nordic region” (på engelska). EMI. 26 april 2010. Arkiverad från originalet den 27 juli 2011. https://web.archive.org/web/20110727071939/http://www.emimusic.com/blog/2010/robyn-joins-emi-in-the-nordic-region/. Läst 11 september 2010.
2. ↑  ”New Album Body Talk Pt. 1 Available June 15th in the US!” (på engelska). Arkiverad från originalet den 27 maj 2010. https://web.archive.org/web/20100527105706/http://www.robyn-us.com/news/default.aspx?nid=25766. Läst 11 september 2010.
3. ↑  ”Robyn To Release Three New Albums In 2010” (på engelska). http://www.gigwise.com/news/55640/Robyn-To-Release-Two-New-Albums-In-2010. Läst 11 september 2010.
4. ↑  ”Body Talk, Pt. 1 (Bonus Version) by Robyn - Download Body Talk, Pt. 1 (Bonus Version) i iTunes” (på engelska). http://itunes.apple.com/dk/album/body-talk-pt-1-bonus-version/id374132032. Läst 11 september 2010.
5. ↑  ”Body Talk Pt. 1 (Amazon MP3 Exclusive Version) (Explicit) (+digital booklet): Robyn: MP3 Downloads” (på engelska). http://www.amazon.com/dp/B003PVE174. Läst 11 september 2010.